# Good Kid 2
Good Kid 2 is de tweede ep van de gelijknamige Canadese indierockband Good Kid. De ep werd onafhankelijk uitgegeven op op 6 november 2020, en net zoals de eerste ep geproduceerd door Crispin Day. De ep is gemasterd door Dan Weston en opgenomen bij The Cabin Recording in Toronto. De cover art is ontworpen en gemaakt door Gabriel Altrows. De ep werd op CD en LP uitgegeven. Op de LP heeft de A-kant deze ep, en op de B-kant de eerste ep, Good Kid.
De ep bevat 6 nummers, waarvan er 4 singles zijn. De 4 singles Slingshot, Everything Everything, Drifting en Down with the King werden tussen 2019 en 2020 uitgebracht.
Recensies vertellen dat deze ep de tweede helft van een album is, aangezien beide ep's 6 nummers hebben en hetzelfde soort muziek hebben. Ook vertellen de recensies dat beide ep's een vergelijkbare energie en geluid hebben en dat ze perfect achter elkaar zouden klinken. ''Good Kid 2 zet de snelle, energieke nummers van de band voort en biedt meer van hetzelfde geluid, terwijl elk nummer toch fris klinkt en niet te veel lijkt op het vorige.''

## Tracklist
| Nr.          | Titel                 | Duur  |
| ------------ | --------------------- | ----- |
| 1.           | Down With The King    | 2:56  |
| 2.           | Everything Everything | 2:46  |
| 3.           | Slingshot             | 2:32  |
| 4.           | Pox                   | 2:38  |
| 5.           | Aloe Lite             | 2:29  |
| 6.           | Drifting              | 2:26  |
| Totale duur: | Totale duur:          | 15:47 |

## Bezetting
- Nick Frosst - zang
- Jacob Tsafatinos - gitaar
- David Wood - gitaar
- Michael Kozakov - bass
- Jon Ke - drums